# NK Ljubljana
El NK Ljubljana fue un equipo de fútbol de Eslovenia que jugó en la Prva SNL, la primera división de fútbol en el país.

## Historia
Fue fundado en el año 1909 en la capital Liubliana con el nombre Hermes como un club de estudiantes y fue uno de los equipos de fútbol más viejos de Eslovenia. En 1918 el club es reformado como SK Hermes durante los años en el Reino de Yugoslavia como equipo participante en la Liga de la República de Eslovenia a partir de los años 1920, donde su mejor resultado fue cuarto lugar en cuatro ocasiones. En 1925 al nombre le fue añadido el prefijo Železničarski (ferrocarril) como equipo de empleados ferrocarrileros.
Al finalizar la Segunda Guerra Mundial el club fue restablecido como Železničar Ljubljana Gana su primer campeonato de Eslovenia en 1949 y cuatro años después juega por primera vez en la liga Esloveno-Croata, la segunda división de Yugoslavia, donde descendió y la liga desaparece. El club cambia su nombre por el de ZNK Ljubljana y tras la reorganización de las ligas de Yugoslavia a mediados de los años 1950 participaron en la recién creada Segunda Liga de Yugoslavia, segunda categoría nacional, hubo otra reorganización de ligas y fue descendido nuevamente a la Liga de Eslovenia. Fue campeón de la liga en tres ocasiones hasta que en 1968 regresa a la Segunda Liga de Yugoslavia, donde juega por cuatro temporadas hasta su descenso en 1972.
Tras la independencia de Eslovenia se convirtió en uno de los equipos fundadores de la Prva SNL con el nombre Eurospekter Ljubljana y al año siguiente pasa a llamarse AM Cosmos Ljubljana. En la temporada 1993/94 regresa al nombre Železničar Ljubljana, descendiendo en la temporada 1994/95 al perder la ronda de playoff ante el NK Izola por la Regla del gol de visitante.
En la temporada 1995/96 es campeón de la 2. SNL fácilmente pero le fue negada la licencia para jugar en la Prva SNL, abandonando la segunda división en la siguiente temporada.
En el año 2000 pasa a llamarse Viator&Vektor Ljubljana como equipo de la 2. SNL, donde estuvo por dos temporadas hasta que regresa a la Prva SNL luego de siete años de ausencia, donde permaneció por dos temporadas hasta que no le concedieron la licencia de competición en la primera división por la Asociación de Fútbol de Eslovenia, desapareciendo en 2005, cerrando operaciones al terminar en noveno lugar en la temporada 2004/05 junto al NK Mura y al NK Olimpija Ljubljana.
Un equipo reclamó los derechos como su sucesor, el FC Ljubljana, fundado en 2005, pero la Asociación de Fútbol de Eslovenia y algunos aficionados del club original no lo consideraron como sucesor, por lo que sus historiales fueron considerados como clubes separados, y más tarde el FC Ljubljana desaparece en 2011.

## Rivalidad
Su mayor rival fue el NK Olimpija Ljubljana, la cual fue más intensa luego de finalizar la Segunda Guerra Mundial.

## Temporadas
| Temporada | Liga         | Posición     | Pts          | J            | G            | E            | P            | GF           | GC           | Cup          |
| --------- | ------------ | ------------ | ------------ | ------------ | ------------ | ------------ | ------------ | ------------ | ------------ | ------------ |
| 1991–92   | 1. SNL       | 5            | 46           | 40           | 17           | 12           | 11           | 59           | 41           | 1/32         |
| 1992–93   | 1. SNL       | 4            | 40           | 34           | 16           | 8            | 10           | 44           | 34           | Semifinales  |
| 1993–94   | 1. SNL       | 11           | 25           | 30           | 8            | 9            | 13           | 29           | 44           | 1.ª Ronda    |
| 1994–95   | 1. SNL       | 10           | 30           | 30           | 13           | 4            | 13           | 49           | 43           | 1.ª Ronda    |
| 1995–96   | 2. SNL       | 1            | 67           | 29           | 20           | 7            | 2            | 62           | 20           | 1/4          |
| 1996–97   | 2. SNL       | 16           | 8            | 15           | 1            | 5            | 9            | 10           | 26           | 1.ª Ronda    |
| 1997–98   | No participó | No participó | No participó | No participó | No participó | No participó | No participó | No participó | No participó | No participó |
| 1998–99   | 5.ª División | 1            | 20           | 15           | 2            | 3            | 60           | 26           | 47           | x            |
| 1999–2000 | 4.ª División | 8            | 27           | 22           | 8            | 3            | 11           | 42           | 59           | x            |
| 2000–01   | 2. SNL       | 7            | 40           | 29           | 11           | 7            | 11           | 50           | 40           | x            |
| 2001–02   | 2. SNL       | 2            | 72           | 30           | 22           | 6            | 2            | 89           | 12           | 1/4          |
| 2002–03   | 1. SNL       | 10           | 30 (−3)      | 31           | 9            | 6            | 16           | 41           | 66           | 1/16         |
| 2003–04   | 1. SNL       | 7            | 42           | 32           | 12           | 6            | 14           | 38           | 53           | Semifinales  |
| 2004–05   | 1. SNL       | 9            | 42           | 32           | 10           | 12           | 10           | 38           | 43           | 1/16         |
| Total     | 1. SNL       | 0 Títulos    | 255          | 229          | 85           | 57           | 87           | 298          | 324          | 0 Copas      |

## Palmarés
- Slovenian Republic Football League: 5

1948–49, 1962–63, 1966–67, 1967–68, 1988–89
- Slovenian Second League: 1

1995–96
- MNZ Ljubljana Cup: 2

2001, 2002